# Masami Tsuda
Masami Tsuda é uma mangaka japonesa nascida em 9 de Julho de 1970 em Kanagawa, conhecida pelos mangás Kare Kano e Eensy Weensy Monster, ambos publicados no Brasil pelo selo Planet Manga da Panini Comics.

## Trabalhos
- Meet Me Again Tomorrow in the Forest (あした また森であおうね Ashita Mata Mori de Aoune) (1993), (aparece no volume 4 de Kare Kano)
- Busu to Himegimi (ブスと姫君) (1994)
- The Tiger and the Chameleon - A Promise for One Week (トラ と カメレオン Tora to Kamerion) (1994), (aparece no volume 1 de Kare kano)
- The Room Where An Angel Lives (天使の棲む部屋 Tenshi no Sumu Heya) (1995)
- The Day I Became a Woman (オンナになった日 Onna ni Natta Hi?) (1996)
- Kare Kano - As razões dele, os motivos dela (彼氏彼女の事情 Kareshi Kanojo no Jijō?) (1996–2005)
- Castle of Dreams (夢の城 -魔法使いシリーズ- Yume no Shiro?) (1999)
- Akai Mi (赤い実) (2005)
- Eensy Weensy Monster (eensy-weensy モンスター) (2006)
- Chotto Edo Made (ちょっと江戸まで) (2008-2011)
- Hinoko (2012-present)